# Julie Clary
Giulia Clary (Maria Giulia Clary; Marsiglia, 26 dicembre 1771 – Firenze, 7 aprile 1845), nata in una famiglia della borghesia marsigliese, divenne regina consorte di Napoli (1806-1808) e di Spagna e delle Indie (1808-1813) come moglie di Giuseppe Bonaparte, fratello maggiore dell'imperatore Napoleone Bonaparte.

## Biografia

### Dalla nascita alla gioventù
Julie nacque a Marsiglia il 26 dicembre 1771, figlia di François Clary (1725-1794), un ricco produttore e commerciante di sete di Marsiglia, e della sua seconda moglie Françoise Rose Somis (1737-1815).
A causa della rivoluzione, giunta a Marsiglia nel 1791, la famiglia Clary si trasferì nella proprietà Rous, subito fuori Marsiglia. Lì Julie conobbe François Félix Rous, cugino acquisito di sua sorella Rose. Iniziò tra i due una relazione che durò fino al 1792, quando Félix Rous, tenente delle guardie della regina Maria Antonietta, subì un incidente e venne dichiarato morto.
Sua sorella Désirée Clary, di sei anni più giovane di Julie, fu per brevissimo tempo, nel 1795, fidanzata di Napoleone Bonaparte. Divenne regina di Svezia e Norvegia (con il nome di Desideria) quando suo marito, il maresciallo Bernadotte, fu incoronato Carlo XIV Giovanni di Svezia (Carlo III Giovanni di Norvegia). Suo fratello Nicholas Joseph Clary fu creato I Conte Clary e sposò Anne Jeanne Rouyer.
Il 1º agosto 1794 a Cuges (dipartimento di Bouches-du-Rhône) sposò Giuseppe Bonaparte, fratello maggiore di Napoleone, che divenne in seguito re di Napoli e poi re di Spagna. Ebbero tre figlie, di cui due sopravvissute. 
Nel 1796 Giuseppe prese parte con Napoleone alla prima campagna d'Italia. L'anno seguente, durante la Prima Repubblica francese, lui e Julie vennero nominati diplomatici, prima alla corte dei duchi di Parma e poi a Roma, lasciando la città solo dopo i disordini del 28 dicembre 1797 e l'assassinio del generale Duphot. Tornati in Francia, Giuseppe fu membro del Consiglio dei Cinquecento, l'organo legislativo inferiore all'epoca del Direttorio, nel 1798. In preparazione del colpo di Stato del 18 brumaio, tentò di riconciliare Napoleone con il generale Bernadotte, facendolo sposare con la sorella di sua moglie, Désirée Clary. Fu in questo periodo che acquistò la proprietà di Mortefontaine.
Durante le guerre napoleoniche svolse il compito di inviato per conto di suo fratello e firmò trattati con gli Stati Uniti, l'Austria, la Gran Bretagna e lo Stato Pontificio tra i quali il trattato di Mortefontaine (1800), la pace di Luneville (1801) e la pace di Amiens (1802).

### Vita da regina

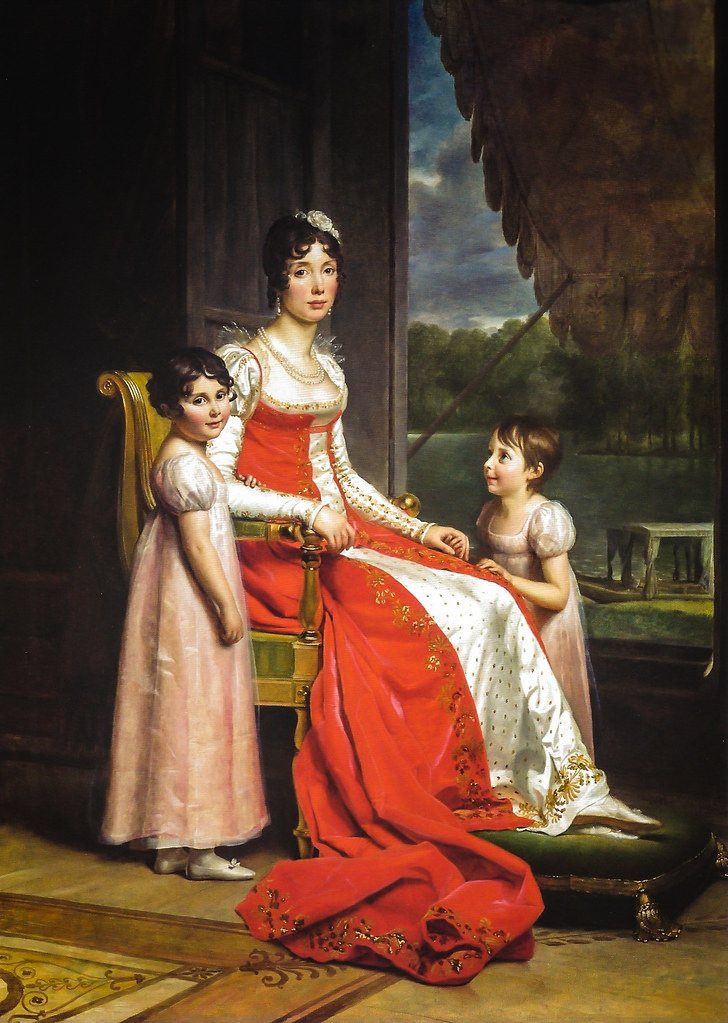

Nel 1806 suo marito fu proclamato   re di Napoli e quindi Julie divenne regina di Napoli, ma rimase per due anni a Parigi, alla corte del cognato imperatore  Napoleone I.  Nell'aprile 1808 Julie fu inviata a Napoli per aiutare il marito a sedare delle piccole rivolte e per tenere la reggenza del regno fino all'arrivo di Gioacchino Murat e della cognata Carolina, nuovi sovrani di Napoli. Nel 1808, infatti, Giuseppe fu  proclamato, questa volta,   re di Spagna,  e anche Julie divenne  regina di Spagna. Tuttavia, non visse mai in Spagna, preferendo vivere a Mortefontaine, nel dipartimento dell'Oise, o a Parigi. Era tenuta informata a Vichy e a Plombières circa le relazioni adultere del marito con la nativa cubana-caraibica contessa vedova di Jaruco, Teresa de Montalvo, e con Maria del Pilar Acedo, marchesa di Montehermoso.

### Dopo la caduta di Napoleone
Dopo la sconfitta dell'esercito napoleonico francese nella battaglia di Vitoria il 21 giugno 1813 e l'ingresso delle truppe alleate a Parigi nel 1814, Julie acquistò il castello di Prangins in Svizzera, vicino al lago Lemano, dove Giuseppe e le due bambine andarono, in attesa di Julie, rimasta in Francia per la morte della madre. A Parigi, in quel periodo, Julie venne arrestata e portata davanti al nuovo re, Luigi XVIII, e allo zar di Russia, Alessandro I.
Solo per l'intervento del cognato, Jean Baptiste Bernadotte, diventato in quel periodo principe ereditario svedese, riuscì ad essere liberata e a preparare, insieme alla cognata Hortense Bonaparte, il ritorno del cognato, esiliato all'isola d'Elba.
Dopo la battaglia di Waterloo e la caduta di Napoleone, Giuseppe Bonaparte acquistò un immobile nello Stato di New York, nei pressi del fiume Delaware, con il ricavato della vendita dei dipinti spagnoli presi dai palazzi, castelli, monasteri e palazzi comunali saccheggiati a Madrid.

Jacques-Louis David, L'incoronazione di Napoleone

### Ultimi anni
Julie andò con le figlie a Francoforte, dove rimase per circa sei anni, separata dal marito trasferitosi negli Stati Uniti. In seguito si trasferì a Bruxelles e poi a Firenze, in Italia, presso il Palazzo Serristori, vicino alla residenza del cognato Camillo Borghese. È stata descritta come affascinante nei suoi salotti, maestosa alle Tuileries, tranquilla, dignitosa, ottima amazzone, pacifica e generalmente ben voluta nelle varie corti dove si era recata e amata moltissimo dai parigini e napoletani più bisognosi. La duchessa di Abrantes, Laura Junot, nel suo memoriale scrisse che "nessun uomo bisognoso, parigino e napoletano, ha mai dimenticato la benevolenza dei suoi atti verso il prossimo e nessun soldato francese ha dimenticato le sue balsamiche cure al castello degli Invalides, dopo le campagne militari di Napoleone."
Durante questo periodo si separò dalla sorella Desirée che, in quanto nuova regina svedese, si trasferì in Svezia.

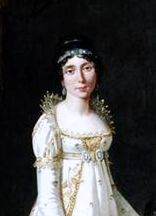
Julie Clary Bonaparte

Nel 1840 Giuseppe raggiunse Julie a Firenze. Nonostante gli adulteri, lei si riferiva sempre a Giuseppe come a "il mio caro marito".
Giuseppe Bonaparte morì tra le sue braccia il 28 luglio 1844, all'età di settantasei anni. Julie morì otto mesi dopo, il 7 aprile 1845, all'età di settantatré anni. Furono sepolti fianco a fianco nella basilica di Santa Croce a Firenze.
Diciassette anni dopo, nel 1862, l'auto-proclamato imperatore francese Napoleone III portò i resti di Giuseppe Bonaparte in Francia e li inumò alla destra del fratello minore, l'imperatore Napoleone I. I resti di Julie sono ancora presso la basilica di Santa Croce a Firenze, accanto a quelli di sua figlia, Carlotta, morta a Sarzana il 3 marzo 1839, all'età di trentasette anni, nel dare alla luce un bambino illegittimo nato morto.

## Discendenza

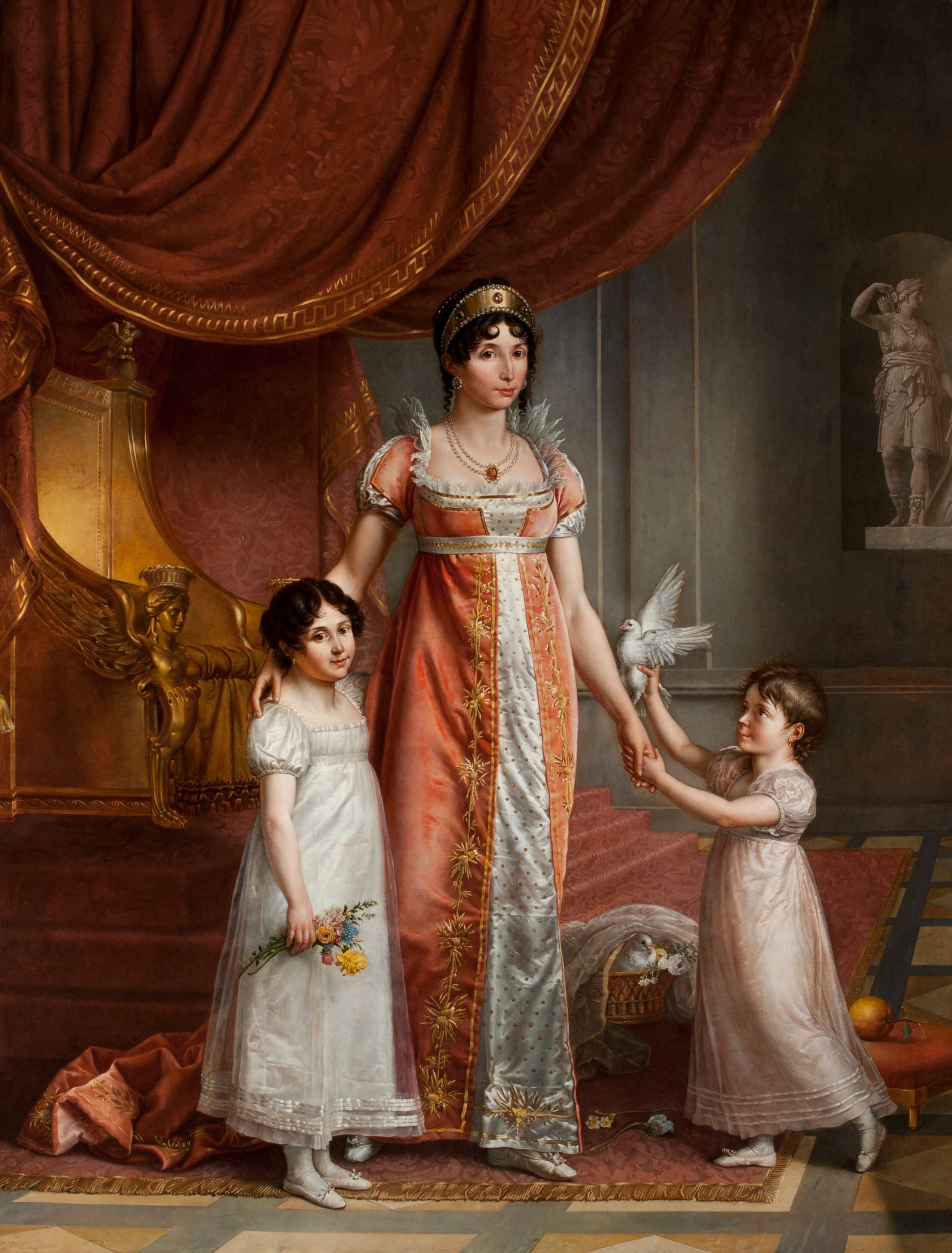
Jean Baptiste Wicar, Julie Clary e le sue figlie, 1808, Palazzo Reale di Caserta

Julie diede a suo marito tre figlie:
- Giulia Giuseppina Bonaparte (29 febbraio 1796 - 6 giugno 1797).
- Zénaïde Letizia Giulia Bonaparte (8 luglio 1801 - 8 agosto 1854), suo cugino Carlo Luciano Buonaparte, con discendenza.
- Carlotta Napoleona Bonaparte (31 ottobre 1802 - 2 marzo 1839), sposò suo cugino Napoleone Luigi Bonaparte, senza discendenza. Alcuni anni dopo essere rimasta vedova, rimase incinta di un figlio illegittimo, ma morì con esso durante il parto.

## Ascendenza
|                           |                  |                     | Genitori                    |  |  | Nonni |  |  | Bisnonni      |  |  | Trisnonni     |  |
|                           |                  |                     |                             |  |  |       |  |  | Jacques Clary |  |  | Antoine Clary |  |
|                           |                  |                     |                             |  |  |       |  |  | Jacques Clary |  |  | Antoine Clary |  |
|                           |                  | Marguerite Canolle  |                             |  |  |       |  |  | Jacques Clary |  |  |               |  |
| Joseph Clary              |                  |                     |                             |  |  |       |  |  | Jacques Clary |  |  |               |  |
|                           |                  | Catherine Barosse   | Angelin Barosse             |  |  |       |  |  |               |  |  |               |  |
|                           |                  | Catherine Barosse   | Angelin Barosse             |  |  |       |  |  |               |  |  |               |  |
|                           |                  | Catherine Barosse   | Jeanne Pélissière           |  |  |       |  |  |               |  |  |               |  |
| François Clary            |                  | Catherine Barosse   |                             |  |  |       |  |  |               |  |  |               |  |
|                           |                  | François Ammoric    | David Ammoric               |  |  |       |  |  |               |  |  |               |  |
|                           |                  | François Ammoric    | David Ammoric               |  |  |       |  |  |               |  |  |               |  |
|                           |                  | François Ammoric    | Magdalene Chabrande         |  |  |       |  |  |               |  |  |               |  |
| Françoise Agnès Ammoric   |                  | François Ammoric    |                             |  |  |       |  |  |               |  |  |               |  |
|                           |                  | Jeanne Boisson      | Maurice Boisson             |  |  |       |  |  |               |  |  |               |  |
|                           |                  | Jeanne Boisson      | Maurice Boisson             |  |  |       |  |  |               |  |  |               |  |
|                           |                  | Jeanne Boisson      | Gabrielle Bouquette         |  |  |       |  |  |               |  |  |               |  |
| Marie Julie Clary         |                  | Jeanne Boisson      |                             |  |  |       |  |  |               |  |  |               |  |
|                           | Jean Louis Somis | François Somis      |                             |  |  |       |  |  |               |  |  |               |  |
|                           | Jean Louis Somis | François Somis      |                             |  |  |       |  |  |               |  |  |               |  |
|                           | Jean Louis Somis | Françoise Chiosio   |                             |  |  |       |  |  |               |  |  |               |  |
| Joseph Ignace Somis       | Jean Louis Somis |                     |                             |  |  |       |  |  |               |  |  |               |  |
|                           |                  | Françoise Bouchard  | Antoine Christophe Bouchard |  |  |       |  |  |               |  |  |               |  |
|                           |                  | Françoise Bouchard  | Antoine Christophe Bouchard |  |  |       |  |  |               |  |  |               |  |
|                           |                  | Françoise Bouchard  | Catherine Martel            |  |  |       |  |  |               |  |  |               |  |
| Françoise Rose Somis      |                  | Françoise Bouchard  |                             |  |  |       |  |  |               |  |  |               |  |
|                           |                  | François Soucheiron | Louis Soucheiron            |  |  |       |  |  |               |  |  |               |  |
|                           |                  | François Soucheiron | Louis Soucheiron            |  |  |       |  |  |               |  |  |               |  |
|                           |                  | François Soucheiron | Claire Tolode               |  |  |       |  |  |               |  |  |               |  |
| Catherine Rose Soucheiron |                  | François Soucheiron |                             |  |  |       |  |  |               |  |  |               |  |
|                           |                  | Anne Cautier        | César Cautier               |  |  |       |  |  |               |  |  |               |  |
|                           |                  | Anne Cautier        | César Cautier               |  |  |       |  |  |               |  |  |               |  |
|                           |                  | Anne Cautier        | Thérèse Amauric             |  |  |       |  |  |               |  |  |               |  |
|                           |                  | Anne Cautier        |                             |  |  |       |  |  |               |  |  |               |  |